# Мурад-хан
Мурад-хан (1805—1844), годы правления 1844, десятый правитель из узбекской династии Мингов в Кокандском ханстве.

## Восхождение на престол
В результате заговора анти-кипчакской партии кокандский хан Шерали-хан был казнен в 1844 году и правителем Кокандского ханства был объявлен сын знаменитого кокандского хана Алим-хана — Мурад-хан (1844).

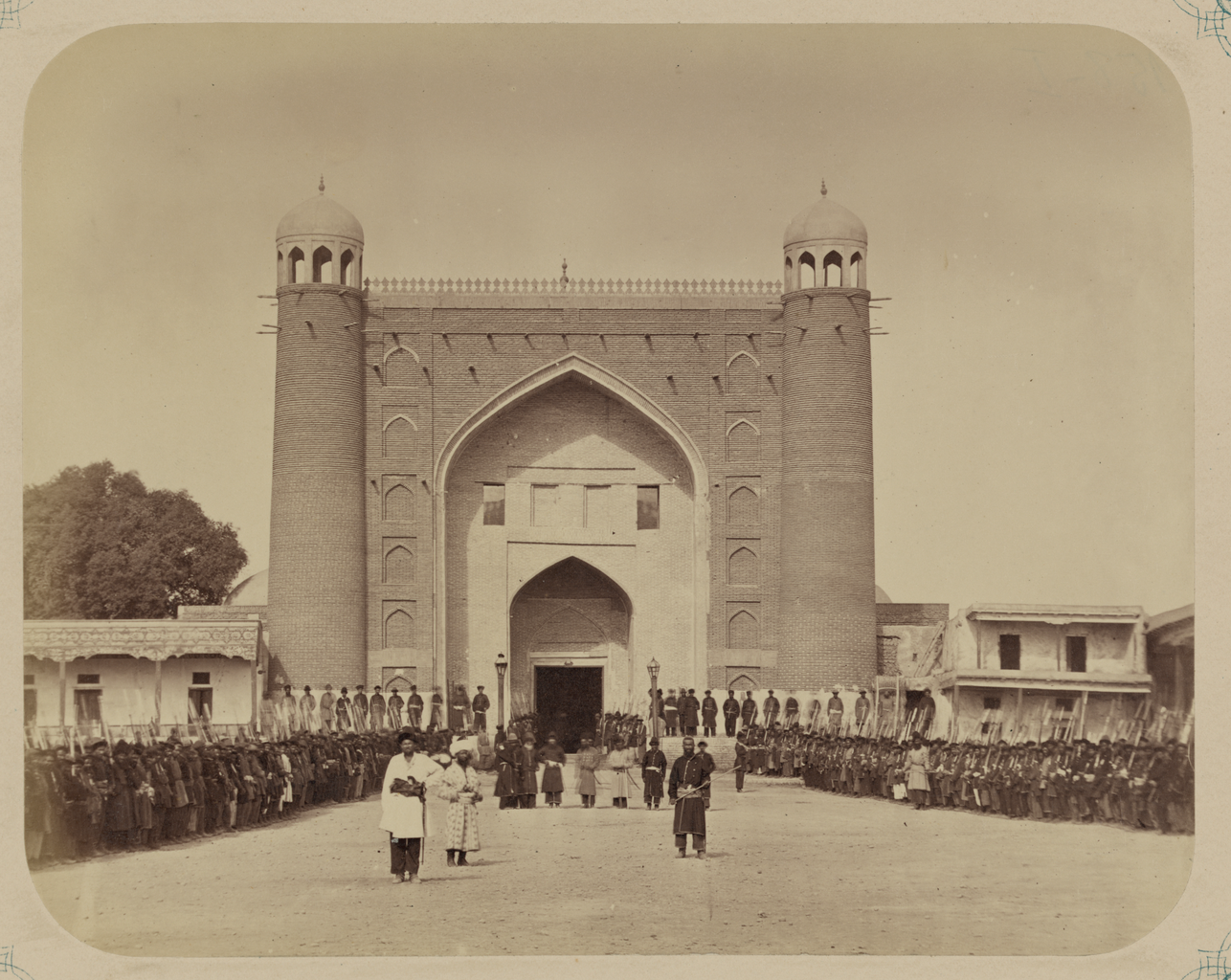
Коканд: внешние ворота ханского дворца

Короткий период правления Мурад-хана сопровождался нападением кипчаков на Коканд, уничтожением старой узбекской мингской политической элиты. В период правления Шерали-хана резко усилилась власть кипчаков, во главе которых стоял Мусульманкул.

## Смерть
Процарствовав всего 11 дней в июне 1844 года Мурад-хан был убит в результате нападения кипчаков во главе с Мусульманкулом и ханом был объявлен Худояр-хан.